# Összeadódó hatású gének
A génhatások összeadódása a genetikában a különböző gének alléljai közötti kölcsönhatások egyik fajtája. Lényege, hogy az egyes allélok által meghatározott jellegek összeadódnak, és az összegzett hatás alakítja ki a fenotípust. A mennyiségi jellegekre jellemző, illetve minden jelleget mennyiséginek neveznek, amit összeadódó hatású gének (és a környezet) alakít ki. Más génhatásokkal szemben többnyire a környezet is beleszól a végleges fenotípusba, aminek eredményeként az eloszlás megközelíti a normális eloszlást, bár negatív mennyiségek nem szoktak előfordulni. A normális eloszlást akkor is megközelíti, ha környezeti feltételek alig hatnak, viszont a részt vevő gének száma nagy.
A búza magjának színe mennyiségi jellegként viselkedik, három gén vesz benne részt, és a környezet nem sokat alakít rajta. Színtelen és sötétvörös magvú búzafajták keresztezésekor a színárnyalatok sorrendjében a hasadási arány 1:6:15:20:15:6:1. Általában, ha a környezet kevéssé hat, akkor a hasadási arányok a Pascal-háromszögből olvashatók ki. Sok más jellegre erősen hat a környezet, és normálisnak tekinthető eloszlást hoz létre; így a testméret, az intelligencia, a kreativitás és még sok más. Az erdészetben ilyenek például a  fatérfogatot, a növekedést és a faminőséget meghatározó gének.
A részt vevő gének egyenként lehetnek domináns-recesszív, vagy köztes öröklésmenetűek, bár a legtöbb mégis köztes öröklésmenetű, mert a domináns-recesszív öröklésmenet tönkreteszi a szimmetriát. Lehet, hogy egyes gének nagyobb súllyal vesznek részt a jelleg kialakításában, mint mások. Lehet, hogy egy gén több mennyiségi jelleg kialakításában is részt vesz (lásd pleiotrópia), így az érintett jellegek többé-kevésbé korrelálnak egymással.
A versengő génhatás az összeadódó génhatás speciális eseteként fogható fel, mivel képesek kioltani egymás hatását. Így ha mindkét génből jelen van a domináns allél, akkor a hatás ugyanaz, mint ha egyik domináns allél sem lenne jelen. Erre példa a lednekkacs kanyarodása. Az egyik gén a jobbra, a másik a balra kanyarodást kódolja. Dihibrid hasadási aránya 10:3:3.
A mennyiségi tulajdonságok egy másik speciális esete a küszöbtulajdonság, ami akkor jelenik meg, ha a tulajdonság értéke túllépi azt a szintet, amit a részt vevő többi gén kompenzálni tud. Ilyen az autizmus, vagy a kutya csípőízületi diszpláziája.